# Brugny-Vaudancourt
Brugny-Vaudancourt és un municipi francès, situat al departament del Marne i a la regió del Gran Est. L'any 2007 tenia 433 habitants.

## Demografia

### Població
El 2007 la població de fet de Brugny-Vaudancourt era de 433 persones. Hi havia 170 famílies, de les quals 32 eren unipersonals (20 homes vivint sols i 12 dones vivint soles), 53 parelles sense fills, 73 parelles amb fills i 12 famílies monoparentals amb fills.
La població ha evolucionat segons el següent gràfic:
Habitants censats

### Habitatges
El 2007 hi havia 191 habitatges, 173 eren l'habitatge principal de la família, 8 eren segones residències i 10 estaven desocupats. 183 eren cases i 7 eren apartaments. Dels 173 habitatges principals, 141 estaven ocupats pels seus propietaris, 25 estaven llogats i ocupats pels llogaters i 7 estaven cedits a títol gratuït; 13 tenien tres cambres, 37 en tenien quatre i 122 en tenien cinc o més. 116 habitatges disposaven pel capbaix d'una plaça de pàrquing. A 65 habitatges hi havia un automòbil i a 100 n'hi havia dos o més.

### Piràmide de població
La piràmide de població per edats i sexe el 2009 era:
| Homes | Edats   | Dones |
| ----- | ------- | ----- |
| 0     | 95 o +  | 0     |
| 0     | 90 a 94 | 4     |
| 8     | 85 a 89 | 0     |
| 0     | 80 a 84 | 0     |
| 0     | 75 a 79 | 8     |
| 12    | 70 a 74 | 0     |
| 12    | 65 a 69 | 16    |
| 4     | 60 a 64 | 8     |
| 16    | 55 a 59 | 4     |
| 12    | 50 a 54 | 28    |
| 24    | 45 a 49 | 16    |
| 20    | 40 a 44 | 20    |
| 20    | 35 a 39 | 20    |
| 0     | 30 a 34 | 8     |
| 12    | 25 a 29 | 8     |
| 4     | 20 a 24 | 0     |
| 8     | 15 a 19 | 16    |
| 16    | 10 a 14 | 8     |
| 20    | 5 a 9   | 24    |
| 4     | 0 a 4   | 4     |

## Economia
El 2007 la població en edat de treballar era de 302 persones, 234 eren actives i 68 eren inactives. De les 234 persones actives 223 estaven ocupades (115 homes i 108 dones) i 11 estaven aturades (5 homes i 6 dones). De les 68 persones inactives 22 estaven jubilades, 27 estaven estudiant i 19 estaven classificades com a «altres inactius».

### Ingressos
El 2009 a Brugny-Vaudancourt hi havia 180 unitats fiscals que integraven 457 persones, la mediana anual d'ingressos fiscals per persona era de 24.236 €.

### Activitats econòmiques
Dels 13 establiments que hi havia el 2007, 1 era d'una empresa alimentària, 3 d'empreses de construcció, 3 d'empreses de comerç i reparació d'automòbils, 1 d'una empresa de transport, 1 d'una empresa d'hostatgeria i restauració, 3 d'empreses de serveis i 1 d'una empresa classificada com a «altres activitats de serveis».
Els 3 serveis als particulars que hi havia el 2009 eren paletes.
L'any 2000 a Brugny-Vaudancourt hi havia 46 explotacions agrícoles que ocupaven un total de 740 hectàrees.

## Poblacions més properes
El següent diagrama mostra les poblacions més properes.